# MAMA Award para Canção do Ano
O Mnet Asian Music Award for Song of the Year (올해의 노래상) é um daesang (ou grande prêmio) apresentado anualmente pela CJ E&M Pictures (Mnet). Foi concedido pela primeira vez na 8ª cerimônia do Mnet Asian Music Awards realizada em 2006; A canção "Partner for Life" do trio SG Wannabe venceu o prêmio, que é dado em homenagem a realização artística, proficiência técnica e excelência global da industria de gravação, sem considerar as vendas de álbuns ou posições nos charts da indústria musical.

## Vencedores e indicados
| Ano        | Vencedor(es) | Canção Vencedora     | Indicado(s) |  |
| ---------- | ------------ | -------------------- | --- |  |
| 2006 (8ª)  | SG Wannabe   | "Partner for Life"   | - TVXQ - "'O'-Jung.Ban.Hap." - Vibe - "That Man That Woman" - Baek Ji-young - "I Won't Love" - Buzz - "You Don't Know Man" |  |
| 2007 (9ª)  | BIGBANG      | "Lies"               | - Yangpa - "Love... What Is It?" - Epik High - "Fan" - Ivy - "Sonata Of Temptation" - SG Wannabe - "Arirang" |  |
| 2008 (10ª) | Wonder Girls | "Nobody"             | - TVXQ - "Mirotic" - BIGBANG - "Haru Haru" - Epik High - "One" (ft. Ji Sun) - Lee Hyori - "U-Go-Girl" |  |
| 2009 (11ª) | 2NE1         | "I Don't Care"       | |  |
| 2010 (12ª) | Miss A       | "Bad Girl Good Girl" | - 2AM - "Won't Let You Go Even If I Die" - 2NE1 - "Can't Nobody" - 2PM - "I'll Be Back" - DJ Doc - "I'm This Kind of Person" |  |
| 2011 (13ª) | 2NE1         | "I Am the Best"      | - Baek Ji-young - "That Woman" - Beast - "Fiction" - IU - "Good Day" - Leessang - "Turned off the TV" |  |
| 2012 (14ª) | Psy          | "Gangnam Style"      | - Busker Busker - "Cherry Blossom Ending" - IU - "You and I" - Sistar - "Alone" - Super Junior - "Sexy, Free & Single" |  |
| 2012 (14ª) | Psy          | "Gangnam Style"      | Indicados iniciais - 10cm - Fine Thank You and You" - 2AM - "I Wonder If You Hurt Like Me" - 4Minute - "Volume Up" - CNBLUE - "Hey You" - F.T. Island - "Severely" - f(x) - "Electric Shock" - K.Will - "I Need You" - Miss A - "Touch" - Nell - "The Day Before" - Noel - "I Miss You" - Davichi - "Will Think of You" - Dynamic Duo - "Without You" - LeeSsang - "Someday" - Mighty Mouth - "Bad Boy" - JYP - "You're the One" - Baek Ji Young - "Voice" - Verbal Jint - "You Deserve Better" - BoA - "Only One" - Beast - "Beautiful Night" - SHINee - "Sherlock" - Seo In Young - "Let′s Dance" - Secret - "Poison" - Urban Zakapa - "I Hate You" - Epik High - "Up" - MBLAQ - "This is War" - Infinite - "The Chaser" - John Park - "Falling" - 4Men - "The Man, the Woman" - Huh Gak - "The Person Who Once Loved Me" - Hyuna - "Ice Cream" |  |
| 2013 (15ª) | Cho Yong-pil | "Bounce"             | - Busker Busker - "First Love" - Girls' Generation - "I Got a Boy" - Crayon Pop - "Bar Bar Bar" - Psy - "Gentleman" |  |
| 2013 (15ª) | Cho Yong-pil | "Bounce"             | Indicados iniciais - 2AM - "One Spring Day" - B1A4 - "What's Happening?" - CNBLUE - "I'm Sorry" - EXO - "Growl" - G-Dragon - "Crooked" - G.NA - "Oops!" - MFBTY - "Sweet Dream" - Girl's Day - "Expect" - Geeks - "Wash Away" - Nell - "Ocean Of Light" - Davichi - "Turtle" - Dynamic Duo - "BAAAM" - DickPunks - "Viva Primavera" - Lyn - "Breakable Heart" - Jay Park - "Joah" - BaeChiGi - "Shower Of Tears" - Verbal Jint - "If It Ain't Love" - Beast - "Shadow" - Shinee - "Dream Girl" - Seo In-young - "Please Love Me" - Sunmi - "24 Hours" - Seungri - "Gotta Talk To You" - Sistar - "Give It To Me" - CL - "The Baddest Female" - IU - "The Red Shoes" - Yang Yoseob - "Caffeine" - Ailee - "U&I" - Lee Seung-gi - "Return" - Lee Seung-chul - "My Love" - Lee Hi - "1,2,3,4" - Lee Hyori - "Bad Girls" - Infinite - "Man In Love" - Jaurim - "Twenty Five, Twenty One" - K.Will - "Love Blossom" - 4Minute - "What's Your Name?" |  |
| 2014 (16ª) | Taeyang      | "Eyes, Nose, Lips"   | - Girl's Day — "Something" - Sistar — "Touch My Body" - IU — "Friday" - EXO — "Overdose" |  |
| 2014 (16ª) | Taeyang      | "Eyes, Nose, Lips"   | Indicados iniciais - 4Minute — "Whatcha Doin' Today" - Ailee — "Don't Touch Me" - Ailee — "Singing Got Better" - AOA — "Miniskirt" - Baek Ji-young — "Fervor" - BTS — "Boy In Luv" - CNBLUE — "Can't Stop" - Epik High — "Happen Ending" - F.T. Island — "Madly" - Gaeko — "No Make Up" - Gary — "Shower Later" - Huh Gak e Eunji — "Break Up to Make Up" - Hyolyn — "One Way Love" - Hyuna — "Red" - Infinite — "Last Romeo" - Jung-in e Gary— "Your Scent" - Jung Joon-young — "Teenager" - Kim Dong-ryool — "How I Am" - K.Will — "Day 1" - Lee Sun-hee — "Meet Him Among" - Mad Clown — "Without You" - Miss A — "Hush" - Nell — "Four Times Around The Sun" - Rain — "30 Sexy" - Roy Kim — "Home" - San E — "Body Language" - San E e Raina — "A Midsummer Night's Sweetness" - Seo In-guk e Zia — "Loved You" - Seo Taiji — "Christmalo.win" - Soyou e Jung GiGo — "Some" - Sunmi — "Full Moon" - TVXQ — "Something" - VIXX — "Eternity" - Wheesung — "Night And Day" - Younha — "Umbrella" |  |
| 2015 (17ª) | BIGBANG      | "Bang Bang Bang"     | - EXO - "Call Me Baby" - Zion.T - "Eat" - Park Jin Young - "Who's Your Mama?" - Taeyeon - "I" |  |
| 2015 (17ª) | BIGBANG      | "Bang Bang Bang"     | Indicados iniciais - AOA - "Heart Attack" - CNBLUE - "Cinderella" - EXID - "Ah Yeah" - F.T. Island - "Pray" - Gary - "Get Some Air" - Got7 - "If You Do" - SG Wannabe - "Love You" - Zion.T & Crush - "Just" - Ga In - "Paradise Lost" - Girl's Day - "Ring My Bell" - Kyuhyun - "At Gwanghwamun" - Nell - "Green Nocturne" - Niel - "Lovekiller" - Davichi - "Two Lovers" - Dok2 - "I Will" - Red Velvet - "Ice Cream Cake" - Mamamoo - "Um Oh Ah Yeh" - Mad Clown - "Fire" - Jay Park - "Mommae" - Baek Ah Yeon - "Shouldn't Have" - Block B Bastarz - "Zero for Conduct" - VIXX - "Love Equation" - VIXX LR - "Beautiful Liar" - San E - "Me You" - SHINee - "View" - Soyou & Kwon Jung Yeol - "Lean on Me" - Sistar - "Shake It" - Ailee - "Mind Your Own Business" - Amber - "Shake that Brass" - Infinite - "Bad" - Infinite H - "Pretty" - Im Chang Jung - "Love Again" - JJY Band - "OMG" - 4Minute - "Crazy" - Huh Gak - "Snow of April" - Hyukoh - "Comes and Goes" - Hyuna - "Roll Deep" |  |
| 2016 (18ª) | TWICE        | "Cheer Up"           | - EXO – "Monster" - BTS – "Blood Sweat & Tears" - GFriend – "Rough" - Zico – "I Am You, You Are Me" |  |
| 2016 (18ª) | TWICE        | "Cheer Up"           | Indicados iniciais - 10cm – "What The Spring??" - AOA – "Good Luck" - CNBLUE – "You're So Fine" - DAY6 – "Letting Go" - Dean – "D (Half Moon)" - F.T. Island – "Take Me Now" - Got7 – "Hard Carry" - MOBB – "HIT ME" - Gary – "Lonely Night" - Guckkasten – "Pulse" - Davichi – "Beside Me" - Dok2 – "1llusion" - Red Velvet – "Russian Roulette" - Luna – "Free Somebody" - Mamamoo – "You're the Best" - Monsta X – "All In" - Park Kyung & Eunha – "Inferiority Complex" - Baek A-yeon – "So-So" - Baek Yerin – "Across The Universe" - BoA & Beenzino – "No Matter What" - B2ST – "Ribbon" - BTOB – "Remember That" - VIXX – "Fantasy" - San E & Mad Clown – "Sour Grapes" - SEVENTEEN – "Pretty U" - Suzy & Baekhyun – "Dream" - Sistar – "I Like That" - Cjamm & BewhY – "Puzzle" - Urban Zakapa – "I Don't Love You" - Eric Nam – "Good For You" - Eric Nam & Wendy – "Spring Love" - Ailee – "If You" - Im Chang-jung – "The Love That I Committed" - Jang Beom June – "Fallen in Love (Only with You)" - Hyoseong – "Find Me" - Jung Eun-ji – "Hopefully Sky" - Crush – "Don't Forget" featuring Taeyeon - Taemin – "Press Your Number" - Taeyeon – "Rain" - Tiffany – "I Just Wanna Dance" - HyunA – "How's This?" |  |
| 2017 (19ª) | TWICE        | "Signal"             | - Exo – "Ko Ko Bop" - Heize – "You, Clouds And Rain" - Red Velvet – "Red Flavor" - IU – "Through The Night" |  |
| 2018 (20ª) | TWICE        | "What is Love?"      | - BLACKPINK – "Ddu-Du Ddu-Du" - MAMAMOO – "Starry Night" - IKon – "Love Scenario" - BTS – "Fake Love" |  |

## Prêmios múltiplos para Canção do Ano
Na história do Mnet Asian Music Awards somente 3 artistas receberam o prêmio mais de uma vez. Twice é o primeiro grupo a receber o premio por 3 anos consecutivos.
| Artista(s) | Número de prêmios | Primeiro ano premiado | Último ano premiado |
| ---------- | ----------------- | --------------------- | ------------------- |
| TWICE      | 3                 | 2016                  | 2018                |
| BIGBANG    | 2                 | 2007                  | 2015                |
| 2NE1       | 2                 | 2009                  | 2011                |